# リョウリョウ
Ryo Fujimoto（リョウフジモト、1987年12月12日 - ）は、日本の音楽家、シンガーソングライター、ビートボクサー、電子音楽家。兵庫県神戸市出身。
14歳でヒューマンビートボックスを始め、2008年にロンドンで開催されたヒューマンビートボックスコンベンションに日本代表として出場。
2011年にベルリンへ移住。同時にアジアツアー、ワールドツアーを行う。ベルリンにて、グラミー賞受賞アーティストであるピアニスト Robert Glasperと共演。
使用しているDAWはAbleton Live。公式WEBサイトにてインタビューが掲載されている。
2015年に活動休止。2017年に自身のアジアツアーにて一時的に活動再開。以後、音楽研究のため再び活動休止。